# Gennaro Finizio
Gennaro Finizio (Salerno, 26 giugno 1901 – Napoli, 1990) è stato un calciatore italiano, di ruolo portiere.

«Parlerò dei portieri. Il più vecchio che ho conosciuto era quello della squadretta del mio paese. Allora, in verità, era una squadra e il mio paese era una città che ad oriente aveva cinto con un muro una spianata per farne la Piazza d'Armi e il campo di calcio della domenica. Quel portiere si chiamava Finizio. La squadretta Salernitana. In quei tempi essa si manteneva in vita col fiato, raccoglieva giocatori locali e aveva per traguardi due vittorie, una con il Vomero e una col Savoia, l'undici di Torre. Alla domenica erano i portuali delle due città rivali a ritrovarsi sul rettangolo di gioco come nemici che avevano parecchie partite aperte da saldare e qualche ferito da mandare all'ospedale. Finizio era l'eroe. Basso piuttosto, ma agile come un gatto si dava e si sdava a far tutte difficili le sue parate, a tirar applausi, facendosi magari perdonare a furia di lavoro proprio quel gol, che rimandava sconfitta agli spogliatoi la sua squadra»
(Alfonso Gatto)

## Carriera
Dal 1921 al 1922 e dal 1923 al 1925 giocò in massima serie con la Salernitana, per un totale di 22 presenze con 41 gol subiti; trascorse poi due stagioni in seconda serie, con 18 gol subiti nelle 14 partite disputate.